# Джеймс Понд: підводний агент
«Джеймс Понд: підво́дний аге́нт» (англ. James Pond: Underwater Agent) — британська відеогра 1990 року в жанрі платформера, розроблена студією Millennium Interactive (яку пізніше перейменували на Guerrilla Cambridge) і видана з допомогою корпорації Electronic Arts для персональних комп'ютерів Amiga, Atari ST, Acorn Archimedes і для гральної консолі Sega Mega Drive. Гра є першою у серії про Джеймса Понда — персонажа-рибу, що являє собою пародію на Джеймса Бонда. Назви рівнів у грі перелицьовують фільми з бондіани: «Ліцензія на пускання бульбашок» (від «Ліцензія на вбивство»), «Вид на потік» (від «Вид на вбивство»), «Витечи та дай померти» (від «Живи та дай померти»), «З Три-Майл-Айленда з любов'ю» (від «З Росії з любов'ю»).

## Сюжет
Підступний суперлиходій Доктор Мабуть (відсилання на персонажа Доктора Ні) заволодів мегакорпорацію «Неперевершена нафта»  (з англ. Acme Oil Company), що не лише наповнює океан токсичними відходами, а й становить загрозу всьому світові. Протагоніст історії, яким керує гравець — антропоморфна риба з підродини стрибунових на ім'я Джеймс Понд (відсилання на Джеймса Бонда). Британська таємна служба розвідки наймає Понда, аби той захищав моря́ від злочинців. Окрім рятування спіху, Джеймс Понд встигає і в особистому житті: як і Бонд, він має коханок (русалок).  

## Сприйняття
«Джеймс Понд...» одержав здебільшого позитивні відгуки. Видання «Відеоґеймз енд комп'ютер інтертейнмент» оцінило гру на 7 балів з десяти, назвавши її «утішливою підводною забавкою, що добре випробовує вміння гравця та має сподобатися всім». Часопис «Електронік ґеймінґ мантлі» дав грі 4, 4, 3 і 6 балів з десяти в різних категоріях, і назвав її «не захопливою, проте цікавою для дітей».

## Спадщина
Гра отримала два сиквели: «Джеймс Понд 2: гасло „Робокод“» і «Джеймс Понд 3: операція „Морська зірка“». Також персонаж Джеймс Понд з'явився у спортивній відеогрі The Aquatic Games (укр. Водні ігри) і платформері Rolo to the Rescue (укр. Роло йде на порятунок). 30 червня 2011 року Понд став героєм відеогри для iPhone та iPad «Джеймс Понд на смертельній мілині».
У вересні 2013 року організація Gameware Europe розпочала кампанію зі збору коштів на вебсайті «Кікстартер» для створення нової гри про Джеймса Понда. Планувалося, що гра отримає назву «Джеймс Понд: Понд повернувся!» (англ. James Pond: Pond is Back!), а до розроблення залучать Кріса Соррелла — оригінального дизайнера серії. Одначе кампанія не набула популярности, тож її довелося скасувати 7 жовтня 2013 року.